# Menina (FFH-Gebiet)
Das Fauna-Flora-Habitat-Gebiet Menina liegt auf dem Gebiet der Städte Gornji Grad, Kamnik und Nazarje im Norden Sloweniens und ist Teil des europäischen Schutzgebietsnetzes Natura 2000. Das knapp 42 km² große Schutzgebiet umfasst die Menina planina, eine verkarstete Hochebene in den Steiner Alpen. Die Hochebene wurde traditionell als Alm genutzt, die Hänge sind überwiegend mit Buchenwäldern bedeckt. Die höchsten Erhebungen sind der Vivodnik mit 1508 m. i. J., der Kozlar mit 1467 m. i. J. und der Kurji vrh mit 1466 m. i. J.
Das Gebiet wurde im Jahr 2004 als FFH-Gebiet vorgeschlagen. 2008 erfolgte die Bestätigung als Gebiet gemeinschaftlicher Bedeutung (SCI) und 2012 die Ausweisung als Besonderes Erhaltungsgebiet (SAC).

## Schutzzweck

### Lebensraumtypen
Folgende Lebensraumtypen nach Anhang I der FFH-Richtlinie kommen im Gebiet vor; prioritäre Lebensraumtypen sind mit * gekennzeichnet:
| EU Code | * | Lebensraumtyp (offizielle Bezeichnung)       | Fläche (ha) |
| ------- | - | -------------------------------------------- | ----------- |
| 91K0    |   | Illyrische Rotbuchenwälder (Aremonio-Fagion) | 1.593,9     |

### Arteninventar
Folgende Arten von gemeinschaftlichem Interesse sind für das Gebiet gemeldet. Prioritäre Arten sind mit * gekennzeichnet:
| Bild            | EU Code | * | Art                 | wissenschaftlicher Name     | Artengruppe |
| --------------- | ------- | - | ------------------- | --------------------------- | ----------- |
| Gelbbauchunke   | 1193    |   | Gelbbauchunke       | Bombina variegata           | Amphibien   |
| Steinkrebs      | 1093    | * | Steinkrebs          | Austropotamobius torrentium | Krebse      |
|                 | 1303    |   | Kleine Hufeisennase | Rhinolophus hipposideros    | Säugetiere  |
| Alpenbock       | 1087    | * | Alpenbock           | Rosalia alpina              | Käfer       |
| Alpen-Kammmolch | 1167    |   | Alpen-Kammmolch     | Triturus carnifex           | Amphibien   |